# Giuseppe La Masa
«Джузеппе Ла Маса» (італ. Giuseppe La Masa) — ескадрений міноносець однойменного типу ВМС Італії часів Першої світової війни.

## Історія створення
«Джузеппе Ла Маса» був закладений 1 вересня 1916 року на верфі «Cantiere navale di Sestri Ponente» в Генуї. Спущений на воду 6 вересня 1917 року, вступив у стрій 28 вересня 1917 року.
Свою назву отримав на честь Джузеппе Ла Маса, італійського політика і військовика, учасника Експедиції Тисячі.

## Історія служби

### Перша світова війна
«Джузеппе Ла Маса» брав участь в останніх боях Першої світової війни.
У ніч з 1 на 2 липня 1918 року есмінці «Джузеппе Ла Маса», «Аудаче», «Джованні Ачербі», «Вінченцо Джованні Орсіні»,  «Джузеппе Сірторі», «Франческо Стокко», «Джузеппе Міссорі», та загін з 7 міноносців вирушили на обстріл ворожої території поблизу Кортеллаццо та Каорле. На зворотному шляху вони зустрілись із загоном австро-угорських кораблів, які повертались з обстрілу італійського узбережжя. У перестрілці був пошкоджений «Франческо Стокко». Італійці, маючи перевагу, все ж вирішили відступити. Есмінці, які вийшли з Венеції на допомогу, вже не встигли взяти участь у бою.
3 листопада «Джузеппе Ла Маса» разом з есмінцями «Аудаче», «Джузеппе Міссорі», «Нікола Фабріці» та броненосцем «Амміральйо ді Сан-Бон» доставив з Венеції у Трієст 200 карабінерів генерала Карло Петітті ді Рорето (італ. Carlo Petitti di Roreto), які окупували місто.

### Міжвоєнний період
У 1923 році, під час кризи Корфу, «Джузеппе Ла Маса» був у складі ескадри, яка захищала Додеканес від можливих недружніх дій зі сторони Греції.
У 1929 році корабель був перекласифікований у міноносець.

### Друга світова війна
Зі вступом Італії у Другу світову війну «Джузеппе Ла Маса» був включений до складу XVI ескадри міноносців (куди також входили «Куртатоне», «Кастельфідардо», «Калатафімі», «Монцамбано» «Джачінто Каріні») і базувався у Ла-Спеції. Під час війни ескадра діяла переважно в Тірренському морі.
Наприкінці 1940 року корабель був модернізований. На ньому були демонтовані 102-мм і 76-мм гармати, натомість було встановлено вісім 20-мм зенітних гармат. Два 450-мм торпедні апарати були замінені на три 533-мм.
Близько 17:00 9 лютого 1941 року «Джузеппе Ла Маса» врятував екіпаж гідролітака CANT Z.506 Airone з 287-ї ескадрильї, збитого об 11:45 літаками з британського авіаносця «Арк Роял». Екіпаж літака помітив британську ескадру, яка здійснила Бомбардування Генуї, але не встиг передати цю інформацію командуванню, допоки літак перебував у повітрі. Коли екіпаж піднявся на борт «Джузеппе Ла Маса», координати британської ескадри були передані адміралу Анджело Якіно, але на той час британська ескадра вже була далеко, і адмірал Якіно відмовився від її переслідування.
На момент капітуляції Італії 3 вересня 1943 року «Джузеппе Ла Маса» перебував у Неаполі, де проходив ремонт. Оскільки корабель не міг покинути порт, 11 вересня він був затоплений екіпажем, щоб не потрапити у руки німців.